# 香港交易所

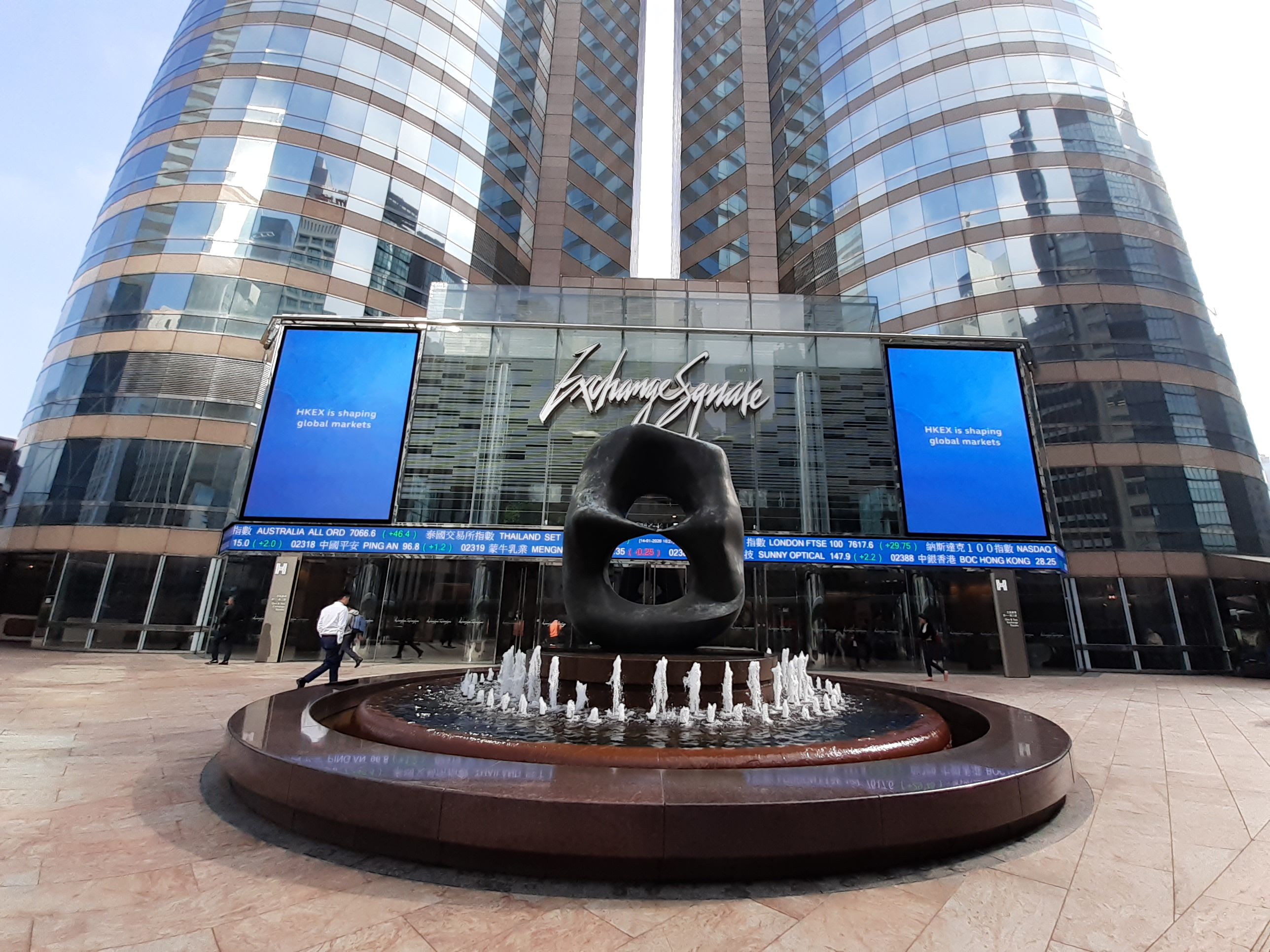
交易廣場辦公大樓入口和水池

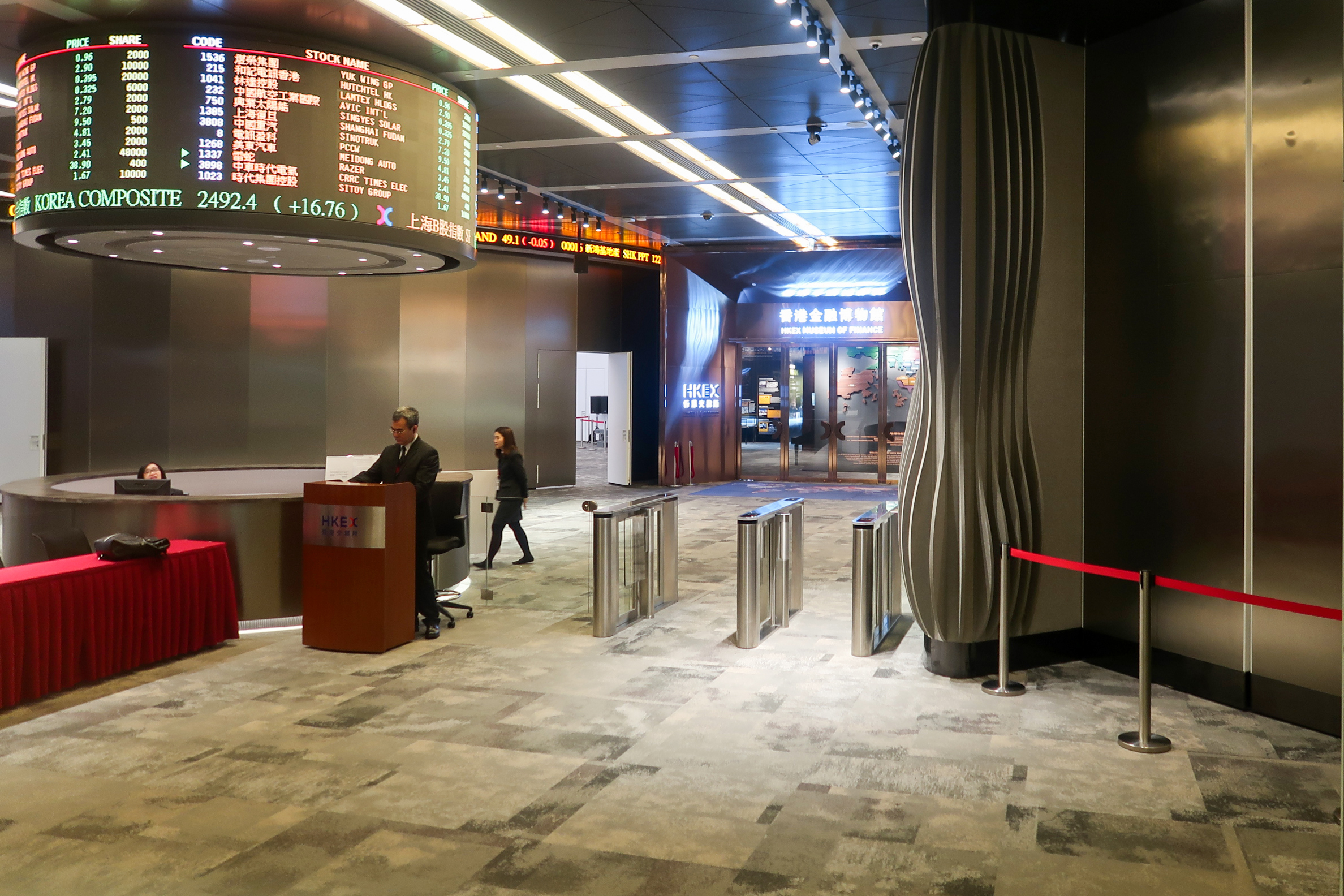
香港金融大會堂

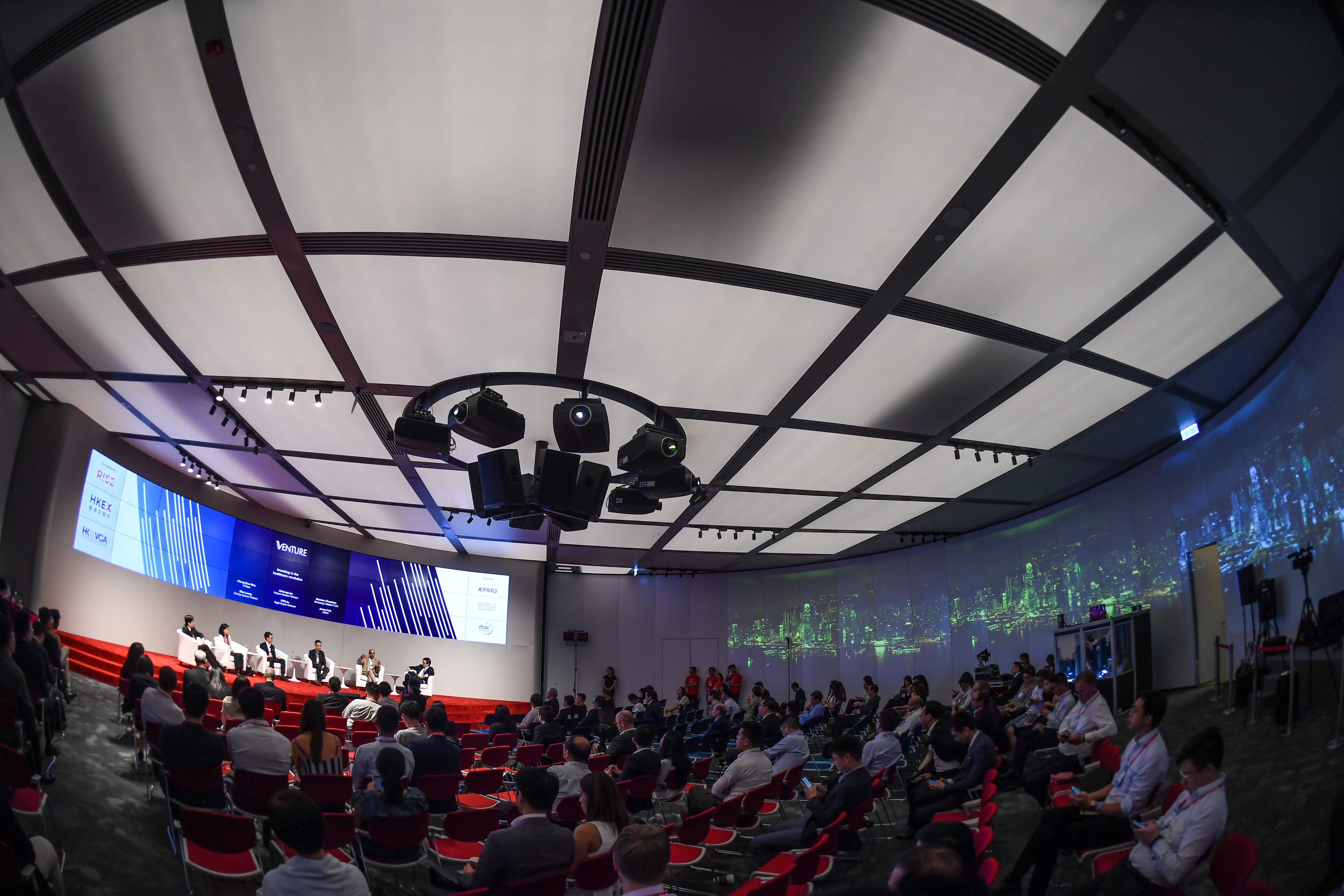
香港金融大會堂內的活動場地

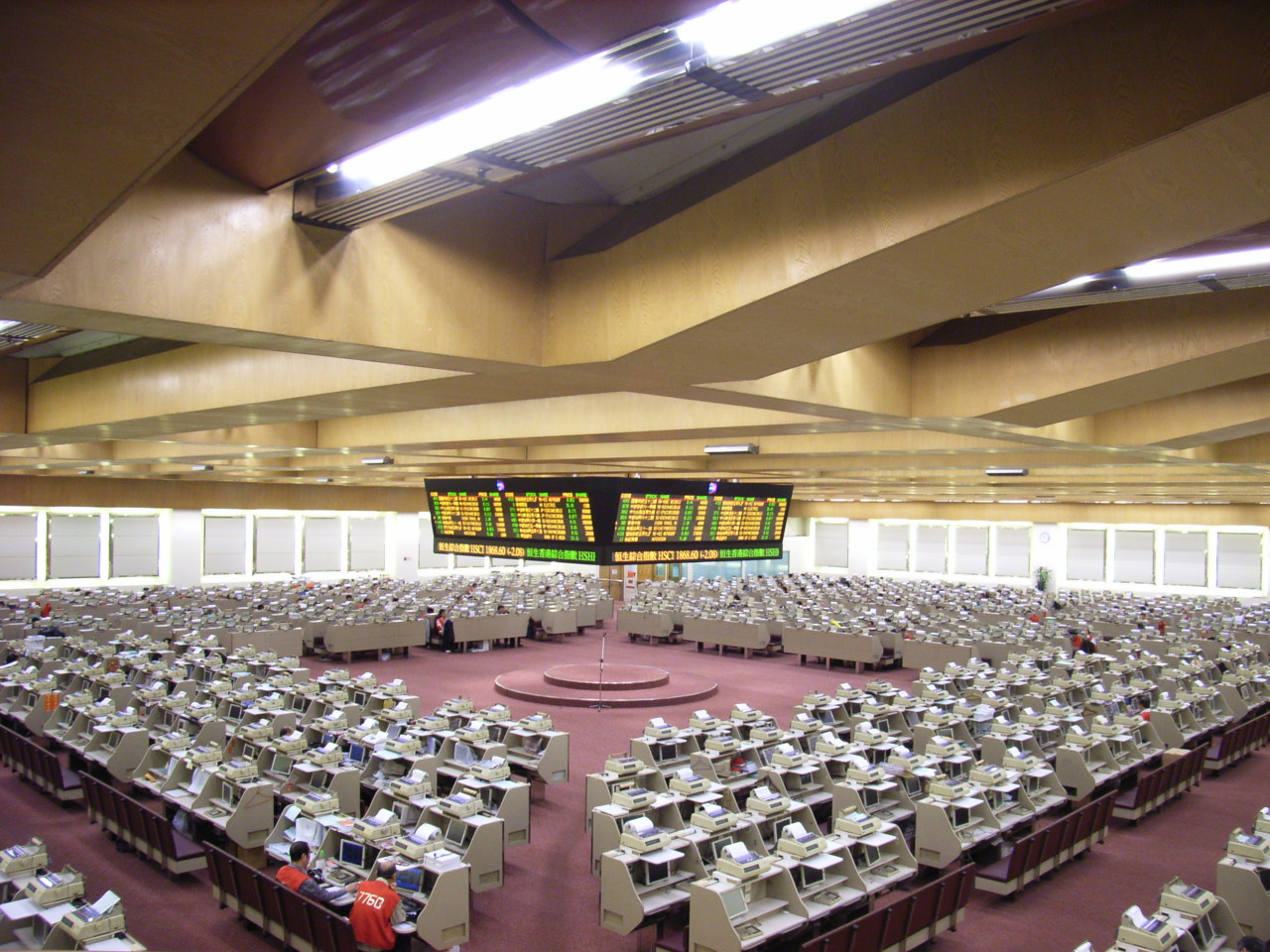
裝修前的交易大堂（1986年至2005年）

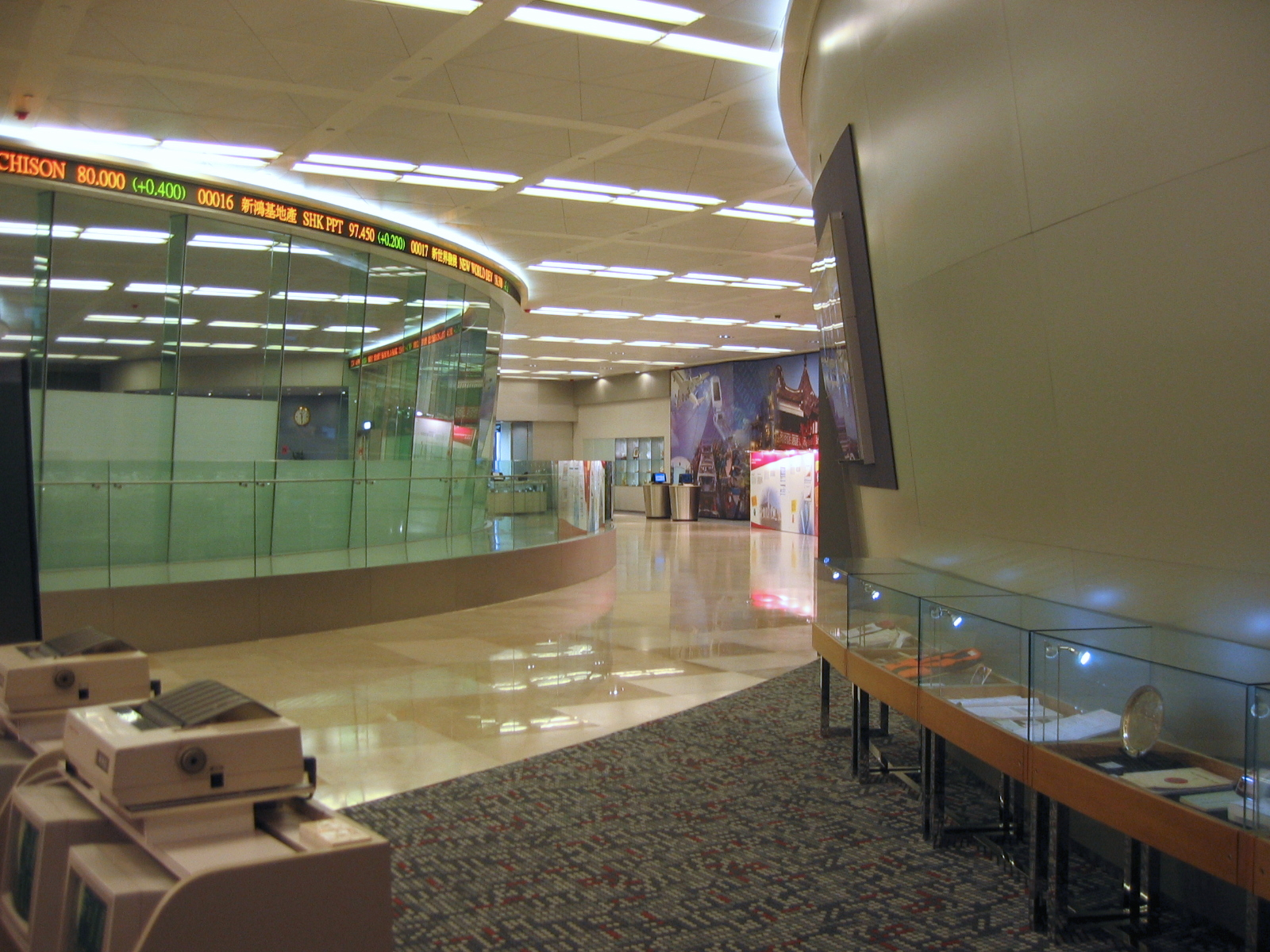
香港交易所展覽館

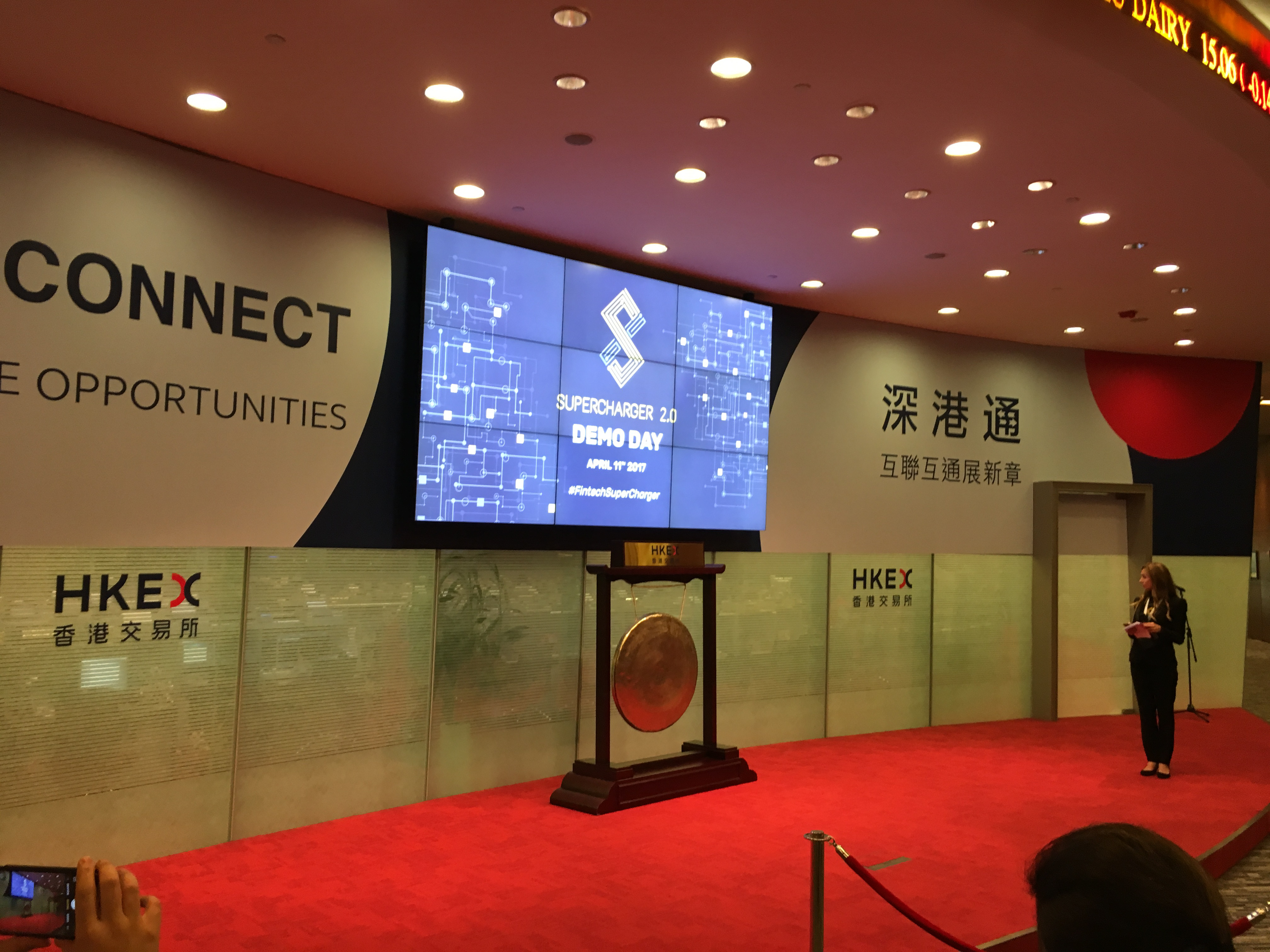
香港交易所舉行上市、開市及收市儀式的場地

香港交易及結算所有限公司（簡稱香港交易所或港交所，縮寫：HKEX；港交所：0388、港交所：80388（人民幣結算）），為全球主要交易所之一，為一家在香港上市的控股公司，在香港及英國伦敦均有營運交易所，旗下成員包括香港联合交易所有限公司（聯交所）、香港期货交易所有限公司（期交所）、香港中央结算有限公司、香港联合交易所期权结算所有限公司及香港期货结算有限公司，还包括基本金属市场──英国伦敦金属交易所、倫敦金屬交易結算所。现任董事会主席为唐家成裁为陳翊庭。
交易於週一至週五（公眾假期除外）進行，交易時間如下：
- 開市競價時段（開市前時段）
  - 股票市場：上午9時正至上午9時30分
  - 期指市場：上午8時45分至上午9時15分及中午12時30分至下午1時正

（可以用競價盤、競價限價盤等方式進行交易）
- 早市交易時段
  - 股票市場：上午9時30分至中午12時正
  - 期指市場：上午9時15分至中午12時正
- 延續早市交易時段
  - 中午12時正至下午1時

（早市收市後，在此時段內也可進行股票及期指交易，但會在午市時段（股票）或午市競價時段（期指）開始後才會進行對盤程序及成交）
- 午市交易時段
  - 股票市場：下午1時正至下午4時正
  - 期指市場：下午1時正至下午4時30分
- 收市競價時段（收市前時段）
  - 下午4時正至下午4時10分

（只限股票市場，可以用競價盤、競價限價盤等方式進行交易）
- 收市後交易時段
  - 下午5時15分至翌日上午3時正

（只限期指市場，結算日、香港及歐美股市假期除外）
注意：在聖誕前夕、新年前夕及農曆新年前夕，將只設早市交易時段，收市競價時段會提前於中午12時至中午12時10分進行；而期指市場於當日亦不會提供夜市交易。香港交易所已在證券市場及衍生產品市場引入市場波動調節機制，以保障證券及衍生產品市場持正操作。

## 歷史
2000年3月6日，香港聯合交易所有限公司、香港期貨交易所有限公司和香港中央結算有限公司完成合併，由單一控股公司香港交易所持有。合併後而誕生的香港交易所於2000年6月27日在聯交所上市。
香港的證券交易最早見於19世紀中葉，但直至1891年才出現第一家正式的證券交易市場「香港股票經紀會」，亦稱「香港股票經紀協會」，其後出現第二個證券市場「香港股份商會」。最初的證券交易使用黑板粉筆進行記錄。1947年當時香港兩個證券市場組成香港證券交易所，隨著香港經濟的快速發展，1969至1972年遠東交易所、金銀證券交易所及九龍證券交易所相繼成立，形成香港證券、遠東、金銀證券、九龍證券，四間證券交易所鼎立的格局，亦即所謂四會局面。
由於管理困難及跨所交易的手續繁複，七三股災後四間交易所在港府推動下開始談判合併。香港聯合交易所（簡稱聯交所）於1980年成立，開展籌備合併的工作。由於合併後需要有更大的場地設置交易系統及設施，港府當時購入交易廣場的樓面供聯交所設立證券交易大堂。四間證券交易所于1986年3月27日划上句号。1986年4月2日，由四間交易所合并組成的香港聯合交易所正式开业，原四間交易所的上市公司證券買賣於當日全部轉到聯交所進行。聯交所最初采用电脑辅助交易系统进行证券买卖，但自1993年起证券交易便已全面电子化後，愈來愈多券商停止在交易大堂派出出市代表，所有買賣改為在辦公室進行。
香港期交所前身是香港商品交易所，於1976年成立。香港商品交易所當時主要買賣的產品計有棉花期貨，糖期貨，黃豆期貨及黃金期貨。1985年5月7日，香港商品交易所易名為香港期交所。1986年5月6日，期交所推出其旗艦產品 - 恆生指數期貨; 至今，恆指期貨仍然是香港交易所旗下衍生產品市場最受歡迎的期貨產品。期交所提供的其他衍生產品包括股票指數，股票及利率期貨及期權產品。自2000年6月起，期交所交易已全面電子化。
在1998年年亞洲金融風暴後，香港特別行政區財政司司長在1999年年發表財政預算案演詞時公佈，本港證券及期貨市場會進行全面改革，以提高香港的競爭力和迎接市場全球化所帶來的挑戰。根據改革方案，香港聯交所與香港期交所實行股份化並與香港結算合併，由單一控股公司香港交易所擁有。
聯交所及期交所在1999年9月27日各自舉行股東大會，會上分別通過有關的協議計劃，並於1999年年10月11日獲法院批准有關協議計劃。兩所及結算公司的合併於2000年3月6日正式生效，合併後的香港交易所於2000年6月27日以介紹方式在聯交所上市。股份上市首日收市價為8.25港元。
2012年12月，香港交易所成功收購全球最大的基礎金屬交易所倫敦金屬交易所（LME），進軍商品業務。透過LME，香港交易所在基本金屬期貨及期權交易佔據全球領先地位。
香港交易所於2012年9月與上海證券交易所及深圳證券交易所成立合資公司中華證券交易服務有限公司，三家交易所分佔相同股權。
截至2007年年首季業績，港交所資產總值為435億港元，資產淨值為62億港元，純利為9.2億港元同比增長93%，每日成交529億港元。
截至2007年9月11日，香港特區政府是香港交易所單一最大股東，持有5.88%的股份。其次是摩根大通：5.54%，花旗银行：4.13%，Horizontal Asset：2.30%。
截至2008年12月31日，內地企業在香港上市共465家，佔上市企業總數的37%，市值約61,610億港元，佔總市值約60%。自1993年至2008年底，內地企業在香港籌集資金逾12萬億港元。
2011年8月11日，港交所發放上市公司資訊的「披露易」網站，上午受到黑客入侵，無法顯示訊息。包括匯控的7隻股份及1隻債券，下午被迫停牌。港交所已就事件報警。
2011年10月，巴西證券期貨交易所，俄羅斯莫斯科銀行間外匯交易所，印度孟買證券交易所，香港交易及結算所有限公司和南非約翰內斯堡證券交易所在南非舉行的國際證券交易所聯會會議上宣布成立金磚國家交易所聯盟。
2011年10月21日，港交所正式與中關村签署协议推动企业海外上市，作為策略備忘錄。
2012年4月1日，成為首家獲批在內地上海設立「數據站」的交易所，日後可為內地市場直接提供最快最新的港股報價。
2012年6月15日，以13.88億英鎊成功收購倫敦金屬交易所。
2012年9月26日與滬深交易所成立合資公司「中華證券交易服務有限公司」，計劃2012年底推出全新跨境指數系列，2013年首季推出相關指數產品。中華交易服務公布，將於3月18日，推出跨境指數系列兩隻新指數，包括中華A80指數，以及中華香港內地指數。
2012年11月19日，香港交易所成立香港首家場外結算所場外－香港場外結算有限公司（場外結算公司）。香港埸外結算公司主要股東為港交所，持股75%；餘下25%股權則包括農業銀行香港分行、滙豐、渣打及摩根大通等12間銀行和金融機構。
2013年3月18日，中華交易服務推出兩隻新指數「中華A80」及「中華香港內地指數」（HKMI）。
2013年8月12日，推出中華交易服務中國120指數（下稱「中華120」）期貨，以進一步擴展旗下中國內地相關產品組合。中華120期貨將是全球首隻在交易所上市而涵蓋中國內地及香港市場主要中國股份的衍生產品，投資者可透過這單一期貨合約便捷及具成本效益地同時捕捉兩地市場的機會作交易或對沖。
2013年10月31日，港交所旗下場外結算公司已獲證監會批准成為認可結算所，計劃於11月投入服務，初步將處理交易商之間的合約交易，並計劃於明年中推出客戶結算服務。
2014年11月17日，香港交易所與上海證券交易所共同推出了連接內地與香港股票市場的滬港通機制。
2016年1月21日，香港交易所推出全新企業形象，更改公司標誌。
2016年12月5日，香港交易所與深圳證券交易所共同推出了深港通，互聯互通機制進入2.0時代。
2017年7月3日，債券通正式啟動，讓國際投資者可以經過香港便捷投資中國內地銀行間債券市場，開啟了中國債市開放的新時代。
2017年5月11日，香港交易所在其籌備中的深圳前海聯合交易中心（QME）舉辦LME亞洲年會前海分論壇，首次向業界人士及媒體介紹前海聯合交易中心。前海聯合交易中心將充分借鑒香LME的經驗，建設一個真正服務內地實體經濟的大宗商品交易與服務平台。
2017年10月27日，港交所關閉運作31年歷史的交易大堂，將現址改裝為「金融大會堂」，用以推廣香港金融市場，新場館可用於舉辦儀式、展覽、會議及投資者教育活動。
2017年12月，香港交易所確立自1993年H股上市以來最大上市改革的方向，允許採用不同投票權架構的新經濟公司、沒有收入的生物科技企業赴港上市，以及放寬已在國際市場上市的不同投票權架構企業來港第二上市。
2018年4月30日，上市制度改革正式生效。
2019年9月11日，香港交易所計晝以現金和加發行新股收購倫敦證券交易所集團，港交所將於每股20.45英鎊現金加2.495股港交所新股，折算約83.61英鎊，合共斥資約296億英鎊（約2867億港元）（現金佔715億）收購倫敦證券交易所集團，交易完成後，港交所現有股東將成為合併集團的大股東，持有59%股權，倫交所則持有其餘約41%股權。然而，兩日後倫敦證券交易所董事局正式拒絕有關收購，回信指收購提議有「根本上的缺陷」，列出多項反對理由包括「董事會結構受政府控制」、「港交所業務高度集中」、「要求放棄收購路孚特不符合股東利益」和「作價低於目標」。
2019年10月8日，港交所宣佈放棄收購倫敦交易所的計劃。
2021年1月7日, 港交所公布，計劃次季起優化衍生產品市場的市場波動調節機制(市調機制)及開市前時段，容許市調機制於每個交易時段可被多次觸發，以保護市場持正操作。
2021年2月9日, 港交所公布，委任歐冠昇先生（Alejandro Nicolas Aguzin）由2021年5月24日起出任香港交易所集團行政總裁，為期三年至2024年5月23日止，有關委任待取得證券及期貨事務監察委員會批准後才生效。待取得該批准後，歐冠昇亦將出任董事會的當然成員，於2021年5月24日生效。
截至2023年3月底的第一季度业绩报告显示，该季度收入同比增长19％，达到55.58亿港元，为历史第二高水平，其中主要收入增长了5％。
2023年4月25日，港交所发出通告，宣布即将进行“港币-人民币双柜台模式”的端对端测试。截至目前已有17家香港股票公司提出增设人民币柜台的申请。
2023年6月19日，港交所推出港币-人民币双柜台模式，參與港币-人民币双柜台模式的上市公司股价同时以港币和人民币计价。
2023年9月27日，港交所推出全新的數碼化首次公開招股結算平台FINI，於同年11月22日正式啟用，將新股結算流程全面現代化和數碼化，新股定價與股份開始交易之間的時間由5個營業日（T+5）大幅縮短至兩個營業日（T+2）。
2023年12月16日，港交所宣布行政總裁歐冠昇先生2024年5月完成現時合約後不再尋求續任，並由時任聯席營運總監陳翊庭接任。

## 交易大堂
交易大堂在四所合併後，於1986年4月2日啟用，面積達45,000平方英尺（4,200平方），可容納接近1400名經紀，當年氣氛熱鬧，高峰期有超過900個出市代表。聯交所在1993年推出自動對盤交易系統，使買賣股票過程電子化。
2005年7月，港交所為使用接近20年，位於交易廣場的交易大堂進行翻新，減少交易櫃位，並增設多功能場地、展覽館及圖書館等設施。裝修完成後的新交易大堂在2006年1月16日重新使用，並由時任財政司司長唐英年主持啟用儀式。交易所展覽館則在2006年4月26日由時任行政長官曾蔭權爵士主持揭幕儀式。
交易大堂在2006年完成翻新後縮小3分1，設有294張交易檯，交易場地面積為12,200平方英尺（1,130平方），設有傳媒採訪區及新聞直播室，交易大堂中央的電子顯示屏幕則改用全彩色顯示屏，以圓筒形設計。另增設交易所展覽館，佔地13,800平方英尺（1,280平方），對外開放，向公眾介紹交易所的歷史及發展，成人入場費為20港元。唯2013年2月底展覽館進行翻新後，已不再開放予公眾人士參觀，只限團體參觀。

### 改建交易大堂
自從券商可以透過互聯網連接自動對盤系統直接掛單後，交易所於2017年只有62個交易櫃檯獲租用，每日平均亦只有約30名出市代表在場。2017年8月，港交所證實交易所展覽館及交易大堂租約於10月底到期。交易大堂在2017年10月27日關閉改建，結束31年的歷史任務，傍晚亦舉行告別儀式，吸引近千名出市代表及其他嘉賓到場。有出市代表指交易大堂歷史長久，感到捨不得。但亦有出市代表認為交易大堂的使用率低。
行政總裁李小加指，博覽館改名為「香港金融大會堂」，佔地逾30,000平方英尺（2,800平方），內有向公眾開放的地方、香港金融博物館，亦可進行上市儀式等各種活動的多用途會議室，在2018年農曆新年第一個交易日（2月20日）開幕。
其中香港金融博物館門外的一幅牆一律帶貝字部件的中文字做賣點，包括賺、蝕、賞、貪、購、賄、賢、賊等上千個字。其設計被網民認為像骨灰龕靈位，所選之字不少是貶義的。香港資訊科技商會榮譽會長方保僑表示：「又有賊贓，又有賄賂」，是「成幅公關災難相」。港交所發言人最初解釋帶貝字的漢字意義不一、有正有反，正如金錢帶來禍福難料，後來再表示已經知道公眾意見，接下來將會調整和完善布置。到2月23日已拆走所有貶義字，同時用上金、銀色布景修飾原有位置。
而原定3月底開幕的香港金融博物館因保安關係，至今仍未對外開放予公眾。

## 交易系統
在第一代自動對盤及成交系統全面啟用前，大部分交易都是先經內線電話通知予有意進行買賣交易的經紀通知其落盤量，然後由盤房以電腦落盤進行交易，因為當其時設在交易大堂的電腦僅可用作讓出市代表了解有意買賣的經紀和其數量，並不具買賣的功能。
及後，港交所其第一代的自動對盤及成交系統於1993年11月啟用，正式令整個交易程序全面電腦化。其後的第二代及第三代自動對盤及成交系統分別在1996年及2000年啟用，證券經紀可以透過開放式的連接器，將買賣盤直接輸入中央處理系統進行交易，使交易更快捷，亦提高了交易所可處理的交易量；同一時間，證券行的報價及交易系統亦能直接連接至其對盤處理系統，令交易及報價資訊不再局限於交易大堂內流通。港交所於 2018 年2月在證券市場引入新的交易平台，即領航星交易平台 （页面存档备份，存于） — 證券市場（OTP-C），以取代於2000年10月推出的第三代電子股票交易系統AMS/3平台。OTP-C擁有比AMS/3平台更佳的處理容量和報價準確度，使交易量和報價能夠準確地反映出來，減少了在交投旺盛時股價可能無法及時更新和處理大量落盤交易的風險。
2019年9月5日早上，部分投資者發現港交所期貨交易出現不順暢及無法下單等問題。港交所在上午约11时确认衍生产品市场的HKATS电子交易系统出现连接问题，并于下午2時起首次因交易系統故障而暫停期貨及期權交易，停市时间达12小时。初步調查後確認為供應商提供的電子交易系統（HKATS）軟件出錯，排除黑客攻击和人为原因。

## 結構
從2007年9月7日起，香港特別行政區政府一直是香港交易所單一最大股東，持有5.88％的股份。根據“證券及期貨條例”第61條，除證監會在諮詢香港財政司司長後給與書面核准外，任何人士均不能持有香港交易所5％或以上的股份。
香港交易所的業務運作分由多個專責部門執行，由管理層和董事會直接領導及監察。董事會是最高決策機關，負責制定香港交易所的目標，使命，策略，政策和業務規劃，並監察管理層的執行工作。
董事會成員包括不多於6名由政府委任的董事，不多於6名由股東選出的董事以及行政總裁。現任董事會主席為史美倫，集團行政總裁為歐冠昇亦為董事會當然成員。
香港交易所旗下的聯交所負責香港上市公司的前線監管工作，其運作及工作受由市場獨立人士組成的上市委員會及香港證券及期貨事務監察委員會監察。上市委員會成員有28人，其中最少8名為代表投資者權益的人士，其他包括能夠適當代表上市發行人與市場從業人士（包括律師，會計師，企業融資顧問及交易所參與者或交易所參與者的高級人員）的19名人士。
至於香港交易所作為一香港上市公司，其合規情況由香港證監會監管。
港交所董事會成員包括不多於6名由財政司司長委任的董事，不多於6名由股東選出的董事，以及行政總裁。2013年4月2日，特區政府委任梁高美懿出任董事，以及再度委任夏理遜、許照中及利子厚為董事。

### 董事會成員名單
- 主席
  - 史美倫，大紫荊勳賢，GBS，SBS，JP
- 集团執行董事兼行政总裁
  - 歐冠昇
- 獨立非執行董事
  - 陳子政
  - 洪丕正（政府委任）
  - 姚建華（政府委任）
  - 胡祖六
  - 席伯倫（政府委任）
  - 謝清海
  - 梁柏瀚
  - 馮婉眉，BBS，JP
  - 莊偉林
  - 阿博巴格瑞
  - 周胡慕芳（政府委任）

（截至2021年1月1日）
歷任董事會獨立非執行主席
- 李業廣，大紫荊勳賢，GBS，OBE，JP（2000年4月12日至2006年4月26日）
- 夏佳理，大紫荊勳賢，GBS，OBE，JP（2006年4月28日至2012年4月22日）
- 周松崗爵士，GBS，JP（2012年4月24日至2018年4月25日）
- 史美倫（2018年4月26日至2024年4月24日）

歷任行政總裁
- 鄺其志，GBS（2000年3月6日至2003年4月15日）
- 周文耀，GBS，SBS，JP（2003年5月1日至2010年1月15日）
- 李小加，SBS（2010年1月16日2020年12月31日）
- 戴志坚（代理行政总裁，2021年1月1日至2021年5月23日）
- 歐冠昇（英语：Nicolas Aguzin）（2021年5月24日至2024年2月28日）

## 產品及服務
香港交易所集團透過旗下全資擁有的附屬公司香港聯合交易所及香港期貨交易所經營香港唯一認可的證券市場及期貨市場。在香港，集團旗下證券交易所的工作包括監管上市發行人，執行上市，交易及結算規則，以及主要在批發層面向交易所及結算所的參與者提供服務。證券交易所在批發層面的服務對象包括發行人以及中介機構，例如投資銀行或保薦人，證券及衍生產品經紀，託管銀行及資訊供應商等，而中介機構則直接服務投資者。
集團同時經營香港僅有的四家認可結算所：香港中央結算有限公司(香港結算)、香港期貨結算有限公司(期貨結算公司)及香港聯合交易所期權結算所有限公司(聯交所期權結算所)及香港場外結算有限公司(場外結算公司)。香港結算、期貨結算公司及聯交所期權結算所向參與者提供綜合的結算、交收、存管及代理人業務，而場外結算公司則向會員提供場外利率衍生產品及不交收遠期外匯合約結算服務。集團透過旗下的數據發佈公司香港交易所資訊服務有限公司提供市場數據。
香港交易所集團通過全資擁有的LME運營全球最大的基本金屬市場， LME匯集現貨實業與金融界的參與者，是一個全天24小時運作的市場。超過80%的全球有色金屬業務在LME完成交易。
香港交易所集團旗下的合資子公司中華交易服務編制以滬深港三方市場交易產品為基礎的跨境指數，並研究開發上市公司分類標準、信息標準及產品，為全球投資者提供涉足全球第二大經濟體的機會。
- 證券市場
  - 股本證券
    - 主板
    - 創業板
    - 特殊目的收購公司（SPAC)

  - 合訂證券
  - 債務證券
  - 單位信託／互惠基金
    - 交易所買賣基金（包括槓桿及反向型）
    - 房地產投資信託基金
- 結構性產品:
  - 衍生權證
  - 牛熊證
  - 界內證
  - 股票掛鉤票據
- 衍生產品市場
  - 股市指數產品
    - 新華富時中國25指數期貨及期權
    - 恒生中國H股金融行業指數期貨
    - 恆生指數期貨及期權
    - 恒生中國企業指數期貨及期權
    - 恒生科技指數期貨及期權
    - MSCI指數期貨

  - 股票產品
    - 股票期貨
    - 股票期權

  - 利率及定息產品
    - 港元利率期貨
    - 三年期外匯基金債券期貨

  - 貴金屬產品
    - 黃金期貨

  - 基本金屬產品
    - LME期貨及期權

## 發展戰略
在《戰略規劃2013-2015》中，香港交易所提出要發展成為一家提供全方位產品及服務，且縱向全面整合的全球領先交易所，並做好準備以把握中國資本項下審慎，加速開放的種種機遇。在發展戰略方面，香港交易所將致力於建立一系列橫向整合的業務，覆蓋現貨股票，股票衍生產品，定息產品及貨幣以及商品等資產類別，同時就每個資產類別建立從產品至 交易，及相結算的垂直整合業務模式。此外，平台及基礎設施戰略方面，香港交易所將整合及進一步推動現有各交易及結算平台的現代化，與本地，內地及國際市場業界建立更緊密聯繫。
在《戰略規劃2016-2018 （页面存档备份，存于）》，香港交易所稱隨著中國與全球市場互相融合提速，要進一步提升香港交易所為客戶創造價值的能力，要在香港構建一個最有效的跨市場互聯互通平台；及發展一個植根於香港、匯集中外產品的本地市場。

## 港府增持股份
2007年9月7日，香港特區政府以平均價155.4港元增持港交所股份，令其持股量增至5.88%，財政司司長曾俊華表示，港府增持港交所，顯示對港交所的支持，有助香港鞏固國際金融中心的地位。受消息刺激，港交所當日急升10港元，收市報158港元，在9月10日更暴升32.1港元，收市報190.1港元，自港府入市起，港交所最高上升至300元的水平，升幅接近70％，市盈率超過100倍，當時是全球市值最高的證券交易所，也是全球最高市盈率的證券交易所
然而，當時的港交所獨立董事大衛·韋伯強烈反對政府增持港交所，認為這種干預市場的行為有違自由市場原則和積極不干預原則。

## 爭議
2019年6月，有報導指港交所有高層涉貪，容許不合資格的公司上市。港交所行政總裁李小加承認制度再完美亦無法完全杜絕害蟲，一旦發現便會毫不猶豫地去除。2019年6月26日，廉政公署拘捕了港交所首次公開招股審查組一名前聯席主管及兩名相關人士。該名聯席主管涉嫌在上市申請審批過程中貪污。

## 統計數據
|        | 主板         | 主板         | 主板         | 創業板       | 創業板       | 創業板       | 主板                | 主板                | 創業板              | 創業板                |
|        | 上市公司數目 | 上市公司數目 | 上市公司數目 | 上市公司數目 | 上市公司數目 | 上市公司數目 | 成交額 （百萬港元） | 市價總值 （億港元） | 成交額 （百萬港元） | 市價總值 （百萬港元） |
|        | H 股         | 其他         | 總計         | H 股         | 其他         | 總計         | 成交額 （百萬港元） | 市價總值 （億港元） |                     | 市價總值 （百萬港元） |
| ------ | ------------ | ------------ | ------------ | ------------ | ------------ | ------------ | ------------------- | ------------------- | ------------------- | --------------------- |
| 2023年 |              |              |              |              |              |              |                     | 310,391             |                     |                       |
| 2022年 | 300          | 1957         | 2257         | 16           | 324          | 340          | 30,686,193.03       | 355,817.29          | 40,997.65           | 85,049.76             |
| 2021年 | 279          | 1,940        | 2,219        | 17           | 336          | 353          | 41,086,361.67       | 422,727.6638        | 95,891.52           | 108,380.95            |
| 2020年 | 272          | 1,898        | 2,170        | 19           | 349          | 368          | 32,023,781.78       | 473,921.96          | 86,366.10           | 130,822.84            |
| 2019年 | 262          | 1,809        | 2,071        | 22           | 356          | 378          | 21,390,188.28       | 380,583.381         | 49,860.88           | 106,699.32            |
| 2018年 | 243          | 1,683        | 1,926        | 24           | 365          | 389          | 26,295,274.58       | 297,232.3827        | 127,487.49          | 186,183.32            |
| 2017年 | 228          | 1,566        | 1,794        | 24           | 300          | 324          | 21,560,099.47       | 337,179.9517        | 149,061.01          | 280,841.44            |
| 2016年 | 218          | 1,495        | 1,713        | 23           | 237          | 260          | 16,279,975.48       | 244,504.3451        | 116,449.49          | 310,871.86            |
| 2015年 | 206          | 1,438        | 1,644        | 23           | 199          | 222          | 25,835,958.29       | 244,255.5496        | 254,663.27          | 258,175.74            |
| 2014年 | 179          | 1,369        | 1,548        | 23           | 181          | 204          | 16,990,272.08       | 248,924.1904        | 165,458.24          | 179,409.87            |
| 2013年 | 158          | 1,293        | 1,451        | 24           | 168          | 192          | 15,185,792.16       | 239,088.0380        | 78,837.80           | 134,002.06            |
| 2012年 | 148          | 1,220        | 1,368        | 28           | 151          | 179          | 13,267,508.72       | 218,717.3017        | 33,541.03           | 78,398.98             |
| 2011年 | 139          | 1,187        | 1,326        | 29           | 141          | 170          | 17,091,116.87       | 174,526.6708        | 62,957.51           | 84,589.06             |
| 2010年 | 128          | 1,116        | 1,244        | 35           | 134          | 169          | 17,076,412.14       | 209,422.8439        | 133,665.60          | 134,674.08            |
| 2009年 |              |              |              |              |              |              | 15,439,486.88       | 177,692.7141        | 75,761.81           | 105,036.43            |
| 2008年 |              |              |              |              |              |              | 17,600,713.87       | 102,535.8875        | 52,086.99           | 45,164.18             |
| 2007年 |              |              |              |              |              |              | 21,506,271.44       | 205,364.6282        | 159,258.48          | 161,080.97            |
| 2006年 |              |              |              |              |              |              | 8,332,633.24        | 132,488.205         | 43,677.88           | 88,885.43             |
| 2005年 |              |              |              |              |              |              | 4,498,078.02        | 81,133.3348         | 22,336.69           | 66,603.74             |
| 2004年 |              |              |              |              |              |              | 3,948,318.01        | 66,291.7675         | 25,760.85           | 66,716.07             |
| 2003年 |              |              |              |              |              |              | 2,545,615.97        | 54,776.7033         | 38,153.51           | 70,177.23             |
| 2002年 |              |              |              |              |              |              | 1,598,953.31        | 35,590.9908         | 43,979.17           | 52,220.06             |
| 2001年 |              |              |              |              |              |              | 1,949,943.56        | 38,853.4208         | 39,416.83           | 60,964.09             |
| 2000年 |              |              |              |              |              |              | 3,047,565.32        | 47,951.5007         | 84,287.13           | 67,290.06             |
| 1999年 |              |              |              |              |              |              | 1,915,940.58        | 47,275.2707         | 3,604.74            | 7,236.84              |
| 1998年 |              |              |              |              |              |              | 1,701,112.01        | 26,617.1274         |                     |                       |
| 1997年 |              |              |              |              |              |              | 3,788,959,80        | 32,026.2978         |                     |                       |
| 1996年 |              |              |              |              |              |              | 1,412,242.39        | 34,759.654          |                     |                       |
| 1995年 |              |              |              |              |              |              | 826,800.60          | 23,483.1            |                     |                       |
| 1994年 |              |              |              |              |              |              | 1,137,414.00        |                     |                     |                       |
| 1993年 |              |              |              |              |              |              | 1,217,213.47        |                     |                     |                       |
| 1992年 |              |              |              |              |              |              | 700,577.50          |                     |                     |                       |
| 1991年 |              |              |              |              |              |              | 334,103.92          |                     |                     |                       |
| 1990年 |              |              |              |              |              |              | 288,714.92          |                     |                     |                       |
| 1989年 |              |              |              |              |              |              | 299,146.70          |                     |                     |                       |
| 1988年 |              |              |              |              |              |              | 199,480.54          |                     |                     |                       |
| 1987年 |              |              |              |              |              |              | 371,406.45          |                     |                     |                       |
| 1986年 |              |              |              |              |              |              | 123,128.01          |                     |                     |                       |
| 1985年 |              |              |              |              |              |              | 75,808.05           |                     |                     |                       |
| 1984年 |              |              |              |              |              |              | 48,786.98           |                     |                     |                       |
| 1983年 |              |              |              |              |              |              | 37,164.68           |                     |                     |                       |
| 1982年 |              |              |              |              |              |              | 46,229.87           |                     |                     |                       |
| 1981年 |              |              |              |              |              |              | 105,986.85          |                     |                     |                       |
| 1980年 |              |              |              |              |              |              | 95,684.33           |                     |                     |                       |
| 1979年 |              |              |              |              |              |              | 25,632.74           |                     |                     |                       |
| 1978年 |              |              |              |              |              |              | 27,419.01           |                     |                     |                       |
| 1977年 |              |              |              |              |              |              | 6,126.74            |                     |                     |                       |
| 1976年 |              |              |              |              |              |              | 13,155.93           |                     |                     |                       |
| 1975年 |              |              |              |              |              |              | 10,335.18           |                     |                     |                       |
| 1974年 |              |              |              |              |              |              | 11,245.68           |                     |                     |                       |
| 1973年 |              |              |              |              |              |              | 48,217.38           |                     |                     |                       |
| 1972年 |              |              |              |              |              |              | 43,757.62           |                     |                     |                       |
| 1971年 |              |              |              |              |              |              | 14,793.39           |                     |                     |                       |
| 1970年 |              |              |              |              |              |              | 5,988.64            |                     |                     |                       |
| 1969年 |              |              |              |              |              |              | 2,545.67            |                     |                     |                       |
| 1968年 |              |              |              |              |              |              | 943.56              |                     |                     |                       |
| 1967年 |              |              |              |              |              |              | 305.2               |                     |                     |                       |
| 1966年 |              |              |              |              |              |              | 349.7               |                     |                     |                       |
| 1965年 |              |              |              |              |              |              | 389.5               |                     |                     |                       |
| 1964年 |              |              |              |              |              |              | 747.6               |                     |                     |                       |
| 1963年 |              |              |              |              |              |              | 520.7               |                     |                     |                       |
| 1962年 |              |              |              |              |              |              | 701.4               |                     |                     |                       |
| 1961年 |              |              |              |              |              |              | 1,414.20            |                     |                     |                       |
| 1960年 |              |              |              |              |              |              | 875.8               |                     |                     |                       |
| 1959年 |              |              |              |              |              |              | 359.6               |                     |                     |                       |
| 1958年 |              |              |              |              |              |              | 149.7               |                     |                     |                       |
| 1957年 |              |              |              |              |              |              | 147.6               |                     |                     |                       |
| 1956年 |              |              |              |              |              |              | 211                 |                     |                     |                       |
| 1955年 |              |              |              |              |              |              | 333.2               |                     |                     |                       |
| 1954年 |              |              |              |              |              |              | 252                 |                     |                     |                       |
| 1953年 |              |              |              |              |              |              | 150.8               |                     |                     |                       |
| 1952年 |              |              |              |              |              |              | 142.3               |                     |                     |                       |
| 1951年 |              |              |              |              |              |              | 140.7               |                     |                     |                       |
| 1950年 |              |              |              |              |              |              | 60.1                |                     |                     |                       |
| 1949年 |              |              |              |              |              |              | 88.2                |                     |                     |                       |
| 1948年 |              |              |              |              |              |              | 159                 |                     |                     |                       |

## 外部連結
- 香港交易所網站
- 香港交易所披露易網站 （页面存档备份，存于）